# رئوس مطالب علوم رادیویی
یکی از روش‌های تعریف علوم رادیویی، فهرست کردن جُستارهای مرتبط با آن در نهادهای مخابراتی معتبر است.

## انجمن بین‌المللی علوم رادیویی
انجمن بین‌المللی علوم رادیویی چندین کمیته درباره این جستارها دارد:

### کمیسیون آ
کمیته آ - مترولوژی الکترومغناطیس:
- آنتن
- مکاترونیک اتمی
- اثرات زیست‌محیطی و کاربردهای پزشکی
- مترولوژی الکترومغناطیسی و سازگاری الکترومغناطیسی
- مترولوژی بسامد بالا و بی‌سیم میلیمتری
- رادار ضربه‌ای میکروپاور
- اتصال و بسته‌بندی
- مواد
- اندازه‌گیری و کالیبراسیون در پخش امواج
- اندازه‌گیری و استانداردهای ریز موح تا زیر میلیمتر
- نویز
- مترولوژی کوانتومی و مفاهیم پایه
- توصیف ویژگی‌های پلاسمای فضایی
- روش‌های سنجش از دور
- آزمون افزارها
- مترولوژی امواج تراهرتز
- زمان و بسامد
- مترولوژی دامنه زمانی

### کمیسیون بی
کمیسیون بی - میدان‌ها و موج‌های رادیویی:
- آرایه آنتن
- آخرین فناوری‌های در دسترس و آینده آنتن‌ها
- علم نظری آنتن
- طراحی و اندازه‌گیری
- رادیو هوشمند
- واسطه‌های آمیخته
  - ساختارهای باند جابجایی
  - زیست‌شناسی
  - ژئوفیزیکی
  - فراماده
  - و دیگر واسطه‌ها
- ابزارها و روش‌های آموزشی
- تعامل و اتصال الکترومغناطیسی
- امواج هدایت‌شده و ساختارهای هدایت موج
- روش‌های بسامد بالا
- تصویربرداری
- پراکندگی معکوس و سنجش از دور
- مدل‌سازی ریاضی مشکلات الکترومغناطیسی
- آنتن میکروستریپ و ابزارهای چاپ‌شدنی
- الکترومغناطیس مولتی فیزیک
- الکترومغناطیس نانومقیاس
- الکترومغناطیس غیر خطی
- آنالیز عددی
  - معادلات بر پایه حساب دیفرانسیل و انتگرال
  - روش‌های چندگانه و دیگر روش‌ها
- پدیده‌های نوری
- روش‌های بهینه‌سازی در الکترومغناطیس
- پدیده‌های پخش و تاثیر آنها
- سطوح خشن و رسانه‌های تصادفی
- پراکندگی و انکسار
- الکترومغناطیس نطری
- آنتن تراهرتز و پخش
- سامانه‌ها و تاثیرات میدان‌های زودگذر
- الکترومغناطیس باند فوق وسیع
- مخابرات بی‌سیم

### کمیسیون سی
کمیسیون سی - سامانه‌های مخابرات بی‌سیم و پردازش سیگنال:
- رادیو هوشمند و رادیو نرم‌افزاری
- شبکه‌های حسگر توزیع شده و پردازش آرایه حسگرها
- مخابرات سبز (همساز با محیط زیست)
- نظریه اطلاعات، کدگذاری، مدولاسیون، و شناسایی
- سامانه‌های مایمو و مایسو
- سامانه‌های مخابرات بی‌سیم نُوِل
- پردازش فیزیکی سیگنال
- محلی‌سازی و موقعیت‌یابی رادیویی
- پردازش تصویر دیجیتال و سیگنال
- بهره‌برداری از طیف‌نگاری و رسانه
- پردازش آماری سیگنال امواج در واسطه‌های تصادفی
- روزنه مصنوعی و پردازش فضازمان
- شبکه بی‌سیم

### کمیسیون دی
کمیسیون دی - الکترونی و فتونیک:
- شبکه پهن‌باند در همه جا
- برداشت انرژی از سامانه‌های بی‌سیم
- لیزر فیبری و لیزر جامد سخت
- کاربرد نانوالکترونیکی گرافین
- مدل‌سازی مولتی فیزیکی نانوالکترونیکی بسامد رادیو
- حسگر نوری و حسگر زیستی
- پلاسمون سطحی
- سامانه میکروالکترومکانیکی بسامد رادیویی و سامانه نانو الکترومکانیکی
- آنتن‌های پردازش سیگنال
- الکترونیک ۶۰ گیگاهرتز
- روندهای سامانه بازشناسی با امواج رادیویی
- روندهای امواج تراهرتز

### کمیسیون ای
کمیسیون ای - محیط و تداخل‌های الکترومغناطیسی:
- برقراری ارتباط در هنگام وجود نویز
- هم‌شنوی
- آموزش سازگاری الکترومغناطیس
- اندازه‌گیری و استانداردهای سازگاری الکترومغناطیس
- نویز الکترومغناطیس با منشا طبیعی
- پرتوزایی الکترومغناطیسی و سلامتی
- تاثیر پرقدرت ناپایداری‌ها بر سامانه‌های الکترونیکی
- بهره‌برداری و مدیریت طیف الکترومغناطیس

### کمیسیون اف
کمیسیون اف - پخش موج و سنجش از دور:
- مدل‌ها/اندازه‌گیری‌های پخش برای پیوندهای ثابت و متحرک
- اندازه‌گیری‌های کانال‌های ثابت و متحرک
- مدل‌های پخش
- کاهش چندگانه
- پیوندهای زمینی ثابت: راهبردهای طراحی و اندازه‌گیری
- تعامل سطح و هواکره
- پراکندگی و تاخیر
- تاثیر سازه‌های طبیعی و انسان‌ساخته
- پخش از فضای باز به فضای درونی
- کانال‌های مایمو چندپیوندی
- ویژگی‌های باند فوق وسیع، پخش سلول کوچک
- سنجش از دور زمین و دیگر سیاره‌ها با امواج رادیویی
- سنجش غیرفعال با طول موج میلی‌متری
- تداخل‌سنجی و رادار دهانه ترکیبی
- سنجش برف در محیط‌های باز و جنگل
- سنجش از دور بارندگی
- سنجش هواکره
- سنجش رطوبت خاک و زیست‌توده
- سنجش اقیانوس و یخ
- محیط‌های شهری
- تداخل الکترومغناطیسی
- تصویربرداری زیرزمینی
- انتشار و سنجش از دور در واسطه‌های پیچیده و تصادفی

### کمیسیون جی
کمیسیون جی - پخش و رفتار امواج رادیویی در یون‌کره:
- تصویربرداری یون‌کره
- زمین‌ریخت‌شناسی یون‌کره
- مدل‌سازی یون‌کره و آمیزش داده
- روش‌های راداری و رادیویی برای شناخت یون‌کره
- آب‌وهوای فضایی و تاثیرات رادیویی
- پخش رادیویی از طریق یون‌کره و اثر سامانه‌ها

### کمیسیون اچ
کمیسیون اچ - امواج در پلاسما:
- بی‌نظمی و آشفتگی در پلاسما
- ناپایداری پلاسما و پخش امواج
- تعامل فضاپیما و پلاسما
- تعامل پلاسمای خورشیدی و سیاره‌ای
- تعامل موج-موج و موج-ذره
- موج در پلاسمای آزمایشگاهی

### کمیسیون جِی
کمیسیون جِی - اخترشناسی رادیویی:
- شناسایی ناپایداری‌های کوتاه‌مدت
- توسعه فناوری آرایه‌ای برای اخترشناسی رادیویی
- رصدخانه، تلسکوپ و روش‌های نو
- کاهش تداخل و افزایش طیف استفاده از امواج رادیویی
- آرایه کیلومتر مربعی
- آموزش‌های فنیِ به موقع

### کمیسیون کِی
کمیسیون کِی - الکترومغناطیس در زیست‌شناسی و پزشکی:
- تاثیرات محیط زیستی
- دزیمتری و ارزیابی قرارگرفتن در برابر پرتو
- کاربردهای سنجش و تصویربرداری الکترومغناطیسی
- تداخل بدن انسان با آنتن و دیگر ابزارهای الکترومغناطیسی
- درمان، توانبخشی، و دیگر کاربردهای زیست‌پزشکی

## اتحادیه بین‌المللی مخابرات
بخش ارتباط رادیویی اتحادیه بین‌المللی مخابرات چندین گروه مطالعاتی دارد که هر کدام از آنها از بخش‌های کاری گوناگون، پدید آمده‌اند:

### گروه مطالعاتی ۱ - مدیریت طیف رادیویی
- ۱آ: روش‌های مهندسی طیف رادیویی
- ۱بی: روش‌شناسی مدیریت طیف رادیویی و راهبردهای اقتصادی
- ۱سی: نظارت بر طیف رادیویی

### گروه مطالعاتی ۳ - پخش امواج رادیویی
- ۳جی: اصول پخش امواج
- ۳کی: پخش از نقطه به محیط
- ۳ال: پخش یون‌کره و نویز رادیویی
- ۳ام: پخش نقطه-به-نقطه و زمین-فضا

### گروه مطالعاتی ۴ - خدمات ماهواره‌ای
- ۴آ: بهره‌برداری از طیف/مدار کارآمد برای خدمات ماهواره-ثابت و خدمات ماهواره-سخن‌پراکنی
- ۴ب: آرمان سامانه‌ها، واسطه‌های هوایی، عملکرد، و دسترسی برای خدمات ماهواره-ثابت، خدمات ماهواره-سخن‌پراکنی، خدمات ماهواره-موبایل، شامل کاربردهای آی‌پی محور و گردآوری الکترونیکی خبر
- ۴سی: بهره‌برداری از طیف/مدار کارآمد برای خدمات ماهواره-موبایل و خدمات ماهواره-تعیین رادیویی

### گروه مطالعاتی ۵ - خدمات زمینی
- ۵آ: خدمات موبایل زمینی بیش از ۳۰ مگاهرتز (به غیر از اینترنت تلفن همراه) دسترسی بی‌سیم در خدمات ثابت، خدمات غیر حرفه‌ای و ماهواره-غیرحرفه‌ای
- ۵بی: خدمات موبایل دریایی شامل سامانه جهانی اضطرار و ایمنی دریایی، خدمات موبایل هوانوردی، و خدمات تعین رادیویی
- ۵سی: سامانه‌های بی‌سیم ثابت، بسامد بالا و دیگر سامانه‌های پایین‌تر از ۳۰ مگاهرتز، در خدمات موبایلی ثابت و زمینی
- ۵دی: سامانه‌های اینترنت تلفن همراه

### گروه مطالعاتی ۶ - خدمات سخن‌پراکنی
- ۶آ: تحویل سخن‌پراکنی زمینی
- ۶بی: دسترسی و سرهم‌بندی خدمات سخن‌پراکنی
- ۶سی: تولید برنامه و برآورد کیفیت

### گروه مطالعاتی ۷ - خدمات علمی
- ۷آ: انتشار سیگنال‌های زمانی و استاندارد بسامد: کاربردها و سامانه‌ها (زمینی و ماهواره‌ای) برای انتشار زمان استاندارد و سیگنال‌های بسامد
- ۷بی: کاربردهای ارتباطات فضایی: سامانه‌های فرستنده/گیرنده داده مخابره شده و دوری‌سنجی
- ۷سی: سامانه‌های سنجش از دور برای عملیات و پژوهش‌های فضایی
- ۷دی: اخترشناسی رادیویی: سامانه‌های سنجش از دور و کاربردهای آن برای مترولوژی اکتشاف زمین و سنجش سیاره‌ای